# Эль-Халеж, Тахар
Тахар Эль-Халеж (араб. الطاهر الخلج‎; род. 16 июня 1968, Марракеш) — марокканский футболист, завершивший игровую карьеру. Играл на позиции защитника. Выступал за национальную сборную Марокко.

## Клубная карьера
Эль-Халеж родился в Марракеше и свою игровую карьеру начал в клубе «Кавкаб Марракеш» в 1990 году. Там он провел четыре сезона, выиграв чемпионат Марокко по футболу, а также дважды Кубок Марокко. В 1994 году он перешёл в португальский клуб «Униао Лейрия» и дебютировал за него 22 октября 1994 году в матче против «Витории». В 1997 году, проведя два сезона в составе «Униао Лейрия», Эль-Халеж перешёл в «Бенфику». Он сыграл за клуб почти 100 матчей, но не выиграл ни одного трофея.
С приходом в «Бенфику» Юппа Хайнкеса Эль-Халеж потерял место в основном составе, и, сыграв в сезоне 1999/2000 всего четыре раза, дважды выходя на замену, в марте 2000 перешёл в английский клуб «Саутгемптон». Столкнувшись с жесткой конкуренцией с Клаусом Лундеквамом и Дином Ричардсом на позиции центрального защитника, позже стал играть на позиции полузащитника.
12 мая 2002 года в матче против «Ньюкасл Юнайтед» Эль-Халеж грубо сфолил на Кироне Дайере, за что получил прямую красную карточку. В том эпизоде Дайер получил травму и не играл несколько месяцев. Он пригрозил подать на Эль-Халеж в суд, если бы он не смог играть на чемпионате мира по футболу 2002 года, чего впрочем не случилось.
В январе 2003 Эль-Халеж был отдан в аренду на шесть месяцев в клуб «Чарльтон Атлетик».
По окончании сезона он закончил игровую карьеру и вернулся в Марокко. После этого он работал на должности президента клуба «Кавкаб Марракеш» в сезоне 2005/2006, в котором клуб добился повышения в высший футбольный дивизион.

## Карьера в сборной
Эль-Халеж выступал за сборную Марокко по футболу и был участником чемпионатов мира по футболу 1994 и 1998 годов.

## Личная жизнь
Женат, имеет двух сыновей.